# Županovice (kraj środkowoczeski)
Županovice – miejscowość i gmina (obec) w Czechach, w kraju środkowoczeskim, w powiecie Przybram. W 2022 roku liczyła 70 mieszkańców.